# American Gangster (album)
Cet article concerne l'album de Jay-Z. Pour le film, voir American Gangster.
Albums de Jay-Z
Kingdom Come
(2006) The Blueprint 3
(2009)
Singles
1. Blue Magic
Sortie : 20 septembre 2007
2. Roc Boys (And the Winner Is)...
Sortie : 10 octobre 2007
3. I Know
Sortie : 4 novembre 2007

American Gangster est le 10e album studio de Jay-Z, sorti en 2007. Pour cet album-concept, le rappeur new-yorkais s'est inspiré du film du même nom, réalisé par Ridley Scott et sorti en 2007. Jay-Z cite ainsi à plusieurs reprises Frank Lucas, le gangster afro-américain dont s'inspire le film.
L'album se classe 1er dans les ventes aux États-Unis dès sa première semaine. Jay-Z égale donc le record d'Elvis Presley qui avait placé 10 albums en tête des charts américains dès la première semaine. L'album a été certifié disque de platine par la RIAA pour plus d'un million de copies vendues aux États-Unis
Les critiques ont été assez élogieuses envers l'album. Le magazine musical Rolling Stone l'a notamment classé 3e des meilleurs albums de 2007. En décembre 2013, Jay-Z fait une rétrospective de sa carrière et établit un classement de ses 12 albums studio et classe American Gangster à la 5e place.

## Liste des titres
| No  | Titre                                                                                         | Producteurs                            | Durée |
| --- | --------------------------------------------------------------------------------------------- | -------------------------------------- | ----- |
| 1.  | Intro (interprété par Idris Elba)                                                             | Chris Flame, Idris Elba (co.)          | 2:00  |
| 2.  | Pray (voix additionnelles : Beyoncé Knowles)                                                  | Diddy, Sean C & LV                     | 4:24  |
| 3.  | American Dreamin'                                                                             | Diddy, Sean C & LV, Mario Winans (co.) | 4:47  |
| 4.  | Hello Brooklyn 2.0 (featuring Lil Wayne)                                                      | Bigg D                                 | 3:55  |
| 5.  | No Hook                                                                                       | Diddy, Sean C & LV                     | 3:13  |
| 6.  | Roc Boys (And the Winner Is)... (voix additionnelles : Kanye West, Beyoncé Knowles et Cassie) | Diddy, Sean C & LV                     | 4:12  |
| 7.  | Sweet                                                                                         | Diddy, Sean C & LV                     | 3:26  |
| 8.  | I Know (featuring Pharrell Williams)                                                          | The Neptunes                           | 3:42  |
| 9.  | Party Life                                                                                    | Diddy, Sean C & LV                     | 4:29  |
| 10. | Ignorant Shit (featuring Beanie Sigel)                                                        | Just Blaze                             | 3:41  |
| 11. | Say Hello                                                                                     | DJ Toomp                               | 5:26  |
| 12. | Success (featuring Nas)                                                                       | No I.D., Jermaine Dupri (co.)          | 3:30  |
| 13. | Fallin' (featuring Bilal)                                                                     | Jermaine Dupri, No I.D. (co.)          | 4:06  |
| 14. | Blue Magic (featuring Pharrell Williams)                                                      | The Neptunes                           | 4:10  |
| 15. | American Gangster                                                                             | Just Blaze                             | 3:37  |

## Classements
| Classements (2007)               | Meilleure position |
| -------------------------------- | ------------------ |
| Canadian Albums Chart            | 3                  |
| Nouvelle-Zélande                 | 1                  |
| France                           | 58                 |
| Irlande                          | 59                 |
| Suisse                           | 17                 |
| UK Albums Chart                  | 30                 |
| Billboard 200                    | 1                  |
| Billboard Top R&B/Hip-Hop Albums | 1                  |
| Billboard Top Rap Albums         | 1                  |

### Certification
| Pays       | Certification | Association |
| ---------- | ------------- | ----------- |
| États-Unis | Platine       | RIAA        |

## Samples
- Intro contient un extrait vocal de Denzel Washington tiré du film American Gangster
- Pray contient un sample de New Earth de Hank Marvin
- American Dreamin’ contient un sample de Soon I'll Be Loving You Again de Marvin Gaye
- Hello Brooklyn 2.0 contient un sample de B-Boy Bouillabaise (Section 5, "Hello Brooklyn") des Beastie Boys
- No Hook contient un sample de Love Serenade de Barry White et un extrait vocal de Denzel Washington tiré du film American Gangster
- Roc Boys (And the Winner Is)... contient un sample de Make The Road by Walking de Menahan Street Band
- Sweet contient un sample de Does Your Mama Know de Rudy Love & The Love Family
- Party Life contient un sample de Get Into The Party Life de Little Beaver
- Ignorant Shit contient un sample de Between the Sheets des Isley Brothers
- Say Hello contient un sample de The Love We Share Is The Greatest of Them All de Tom Brock
- Success contient un sample de Funky Thing (Part 1) de Larry Ellis & The Black Hammer et un extrait vocal de Denzel Washington tiré du film American Gangster
- Fallin’ contient un sample de Fell for You des The Dramatics[10]
- Blue Magic contient un sample de Hold On de En Vogue (refrain chanté par Pharrell Williams de la même façon que le titre d'En Vogue) et des extraits vocaux des films Frankenstein et American Gangster.
- American Gangster contient un sample de Short Eyes de Curtis Mayfield

## Clips
- Blue Magic (réalisé par Hype Williams)
- Roc Boys (And The Winner Is)... (réalisé par Chris Robinson)
- I Know (réalisé par Philip Andelman)

## Albums de remix
Jay-Z sort l'album en version a cappella le jour de son anniversaire, le 4 décembre 2007. Comme pour son Black Album en 2003, cela a donné lieu à quelques albums de remixes :
- 2007 : The American Godfather[11] - DJ Skee
  - Samples : Le Parrain & Le Parrain - 2e partie
- 2007 : Brooklyn Soul[12] - Mick Boogie, Shuko & The Gunna
  - Samples : Marvin Gaye
- 2007 : American Zeppelin[13] - DJ Doc Rok
  - Samples : Led Zeppelin
- 2008 : French Gentlemen[14] - Lartizan